# Ivaškovycja
Ivaškovycja, česky také Ivaškovice, ukrajinsky Івашковиця, maďarsky Iváskófalva, je část obce Zahaťťa, v iršavské městské komunitě v okrese Chust v Zakarpatské oblasti Ukrajiny. V roce 2001 zde žilo 348 obyvatel.

## Místní části
- Herhel (ukrajinsky Гергель)

## Historie
Ves byla založena v roce 1612 rodinou Ivaško. Do uzavření Trianonské smlouvy byla ves součástí Uherska. Poté byla ves součástí Československa; za první československé republiky byla ves vedena pod názvem Ivaškovice. Od roku 1945 byla součástí Ukrajinské sovětské socialistické republiky, která byla součástí SSSR. Od roku 1991 je součástí nezávislé Ukrajiny.

## Pamětihodnosti
- Cerkev svatého Michala, a zvonice, z 18. století, ukrajinská národní památka[3]